# Universalmuseum Joanneum
Universalmuseum Joanneum, do roku 2009 nazývané Landesmuseum Joanneum („Zemské muzeum Joanneum“), je muzeum sídlící ve Štýrském Hradci. Je pojmenováno po svém zakladateli, arcivévodovi Janu Baptistovi Habsbursko-Lotrinském (1782–1859), mladším bratru císaře Františka I. Je to nejstarší muzeum v Rakousku a po Uměleckohistorickém muzeu ve Vídni také druhé největší. Podává ucelený obraz o vývoji (nejen) štýrské přírody, historie, umění a kultury. Obsahuje 4,5 milionu sbírkových předmětů, rozdělených do 13 oddělení a rozmístěných na různých místech v Š. Hradci, Stainzu, Pürggu-Trautenfelsu a u Wagny.
Datum založení Joannea je zároveň i počátkem Technické univerzity ve Štýrském Hradci (německy Technische Universität Graz), která byla v rámci Joannea ustavena jako zvláštní instituce (polytechnika) roku 1864 a definitivně od něj oddělena v roce 1887.

## Dějiny

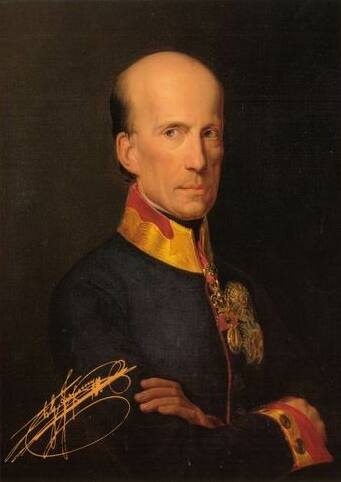
Arcivévoda Jan (1782–1859), zakladatel, mecenáš a první ředitel Joannea

Muzeum bylo založeno roku 1811, jakožto třetí nejstarší taková instituce v rámci habsburských zemí (tj. unie Rakouského císařství a Uherského království). Pro toto muzeum bylo výhodou, že byť bylo soukromého založení, mělo podporu arcivévody Jana, člena panovnické rodiny, jenž sám byl velkým sběratelem a „své“ instituci věnoval rozsáhlé sbírky mincí a přírodnin i finanční zajištění. Arcivévoda, jenž se stal doživotním (†1859) ředitelem instituce, dokázal pro ni získat některé významné rakouské učence: jako spoluzakladatelé působili např. právník a historik Joseph von Hormayr (o pár let později pomáhal též při zakládání Františkova muzea v Brně) či historik a literát Johann von Kalchberg; výzkumu a výuce se v muzeu věnoval např. mineralog Friedrich Mohs nebo botanik a paleontolog Franz Unger a další. Sídlo Joannea bylo ustaveno v barokním paláci tehdy nedávno vymřelých hrabat Lesliů, zvaném Lesliehof, v centru Štýrského Hradce.
Od počátku bylo Joanneum výjimečné svým spojením muzejní a vědecko-výukové funkce. Součástí instituce byla i technická škola, kde se nejprve vyučovaly fyzika, chemie, astronomie, mineralogie, botanika a technologie; později přibyly i zoologie, matematika, technické kreslení, mechanika, hornictví, metalurgie a další. Narůstající rozsah jak sbírek, tak školní výuky (21 oborů k roku 1861) vyústil z rozhodnutí štýrského sněmu roku 1864 v proměnu technické školy ve Štýrskou zemskou techniku při Joanneu (Steiermärkische landschaftliche Technische Hochschule am Joanneum) a následné její plné postátnění o 10 let později, kdy se stala c. k. technickou vysokou školou. Joanneum bylo dále reorganizováno a nakonec roku 1887 se sbírková část oddělila od té výzkumně-školní, přičemž i muzeum bylo převedeno do rukou státu. Obě části se nadále vyvíjely odděleně.
Z důvodu již nedostačujících prostor musela být o 18 let později část sbírek přestěhována do tzv. Nového Joannea (Neues Joanneum), nově postaveného (1890–95) hned vedle západní (dvorní) strany dosavadního paláce. Původní budova tak obdržela název Staré Joanneum (Altes Joanneum).

## Oddělení muzea
- Alte Galerie – sbírka obsahuje mistrovská díla evropského umění od středověku do konce 18. století (např. díla Lucase Cranacha st., Pietra Brueghela ml., Albrechta Dürera, Rembrandta)
- Kulturhistorische Sammlung
- Kunsthaus Graz – sbírka moderního umění (architektura, design, film, fotografie)
- Künstlerhaus Graz – výstavní prostory pro moderní umění
- Landeszeughaus (zbrojnice) – původně se jednalo o centrální sklad zbraní v období tureckých válek, dnes sbírka obsahuje 32 000 exponátů: zbraně, vojenské vybavení, kabáty, helmice
- Landschaftsmuseum in Schloss Trautenfels – sbírky umístěné v tomto barokním zámku představují přírodní a kulturní historii regionu
- Landwirtschaftliche Sammlung in Schloss Stainz – zámek Stainz obsahuje sbírky jak lovecké (zbraně, trofeje, obrazy), tak zemědělské, dokumentující zemědělství a chov zvířat před industrializací. Součástí je kovárna, bylinková zahrada, ovocný sad, pole
- Lapidarium – nejvýznamnější římské kamenné sbírky v regionu (96 hrobů, památek, soch a medailonů)
- Münzkabinett – sbírka více než 70 000 předmětů je druhou největší sbírkou mincí v Rakousku; mezi nejvýznamnější patří mince z doby římské, mince a medaile z rakouské mincovny ve Štýrském Hradci
- Neue Galerie Graz – sbírka obsahuje umění 19. a 20. století, rozsáhlou sbírku grafickou, fotografickou a sbírku filmů a videa
- Österreichischer Skulpturenpark – park s labyrintem, rybníky a kopci o rozloze 7 ha, v němž je uloženo více než 60 soch
- Zámek Eggenberg – historické sbírky, starožitnosti, mince a umění